# Thamnomys venustus
Espèce
Synonymes
- Thamnomys kivuensis G. M. Allen & Loveridge, 1942[1]
- Thamnomys schoutedeni Hatt, 1934[1]

Statut de conservation UICN

 LC  : Préoccupation mineure
Thamnomys venustus est une espèce de rongeurs de la famille des Muridae, du genre Thallomys, présente dans les régions centrales d'Afrique. L'Union internationale pour la conservation de la nature la considère comme « vulnérable » sur sa liste rouge.

## Distribution

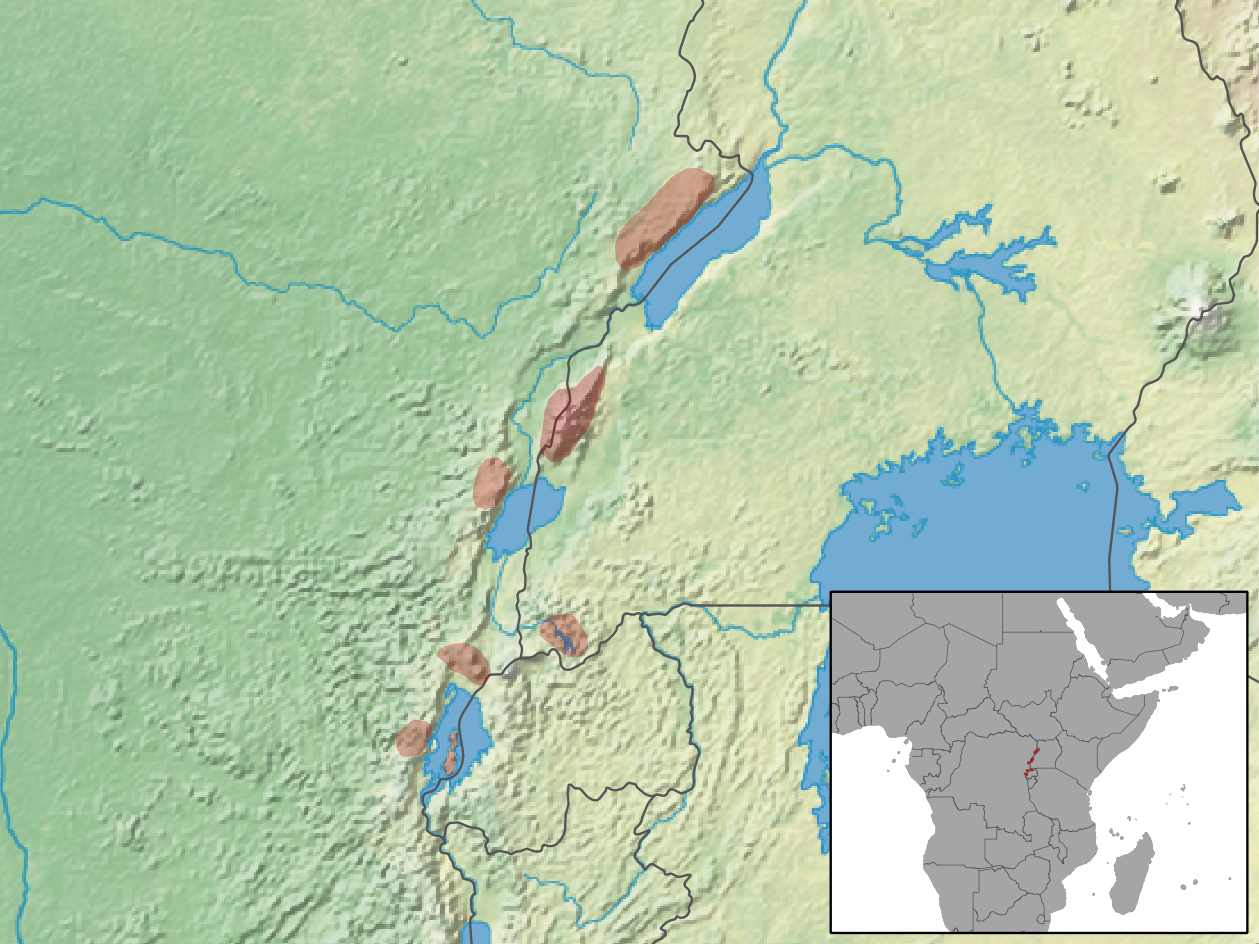
Répartition de l'espèce.

L'espèce est présente en Ouganda, en République démocratique du Congo et peut-être au Rwanda.

## Menaces
L'Union internationale pour la conservation de la nature la distingue comme  espèce « vulnérable » (VU) sur sa liste rouge.